# Банджармасин
Банджарма́син (индон. Banjarmasin) — крупнейший город и до 15 февраля 2022 года административный центр индонезийской провинции Южный Калимантан. Расположен на острове в дельте реки Барито около впадения в неё притока Мартапура.

## История

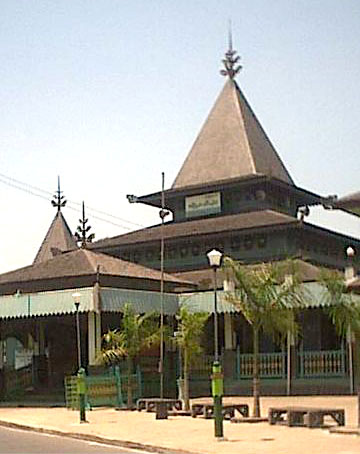
Мечеть Султан Суриансия — старейшая мечеть Южного Калимантана

Территория, на которой расположен город, входила в состав древних государств, расположенных на территории Калимантана, Нан Сенурай, затем Танджунгпури, в XIV веке — в состав индуистских государств Негара Дипа и Негара Даха, вассалов государства Маджапахит.
В XV веке в Южном Калимантане распространился ислам. После этого, 24 сентября 1526 года, на острове был основан Банджармасин. В 1606 году тут открыли торговлю голландцы. В течение нескольких коротких промежутков времени Банджармасин контролировался англичанами, однако в 1787 году стал голландским протекторатом. Город оставался центром региона до 1859 года, когда началась Банджармасинская война, и голландцы перенесли административный центр в Мартапуру.
В начале XX века Банджармасин был крупнейшим городом на всём острове. В 1930 году его население составляло 66 тысяч человек, в 1990 году — 444 тысячи.
Русский след. В 30-е годы прошлого века в городе проживал известный вулканолог Петрушевский В.А. Участник Первой Мировой мировой войны и Белого движения, полковник Петрушевский работал в этих краях как исследователь, геодезист-разведчик по строительству дорог и вулканолог мирового значения. В свободное время писал стихи и коллекционировал предметы старины.